# 浅野真澄
浅野真澄（日语：／ Asano Masumi，1977年8月25日—）是日本女性聲優、童話作家、作詞家。秋田縣能代市出身。現在是青二Production旗下的聲優。國學院大學文學部日本文學系畢業。有兩個弟弟。

## 生涯
- 2005年与堀江由衣等另外4名声优结成名为“Aice5”的聲優團體。2008年4月30日，離開ARTSVISION，加入青二Production。

- 秋田縣能代市出身，10歲時搬到埼玉縣三鄉市。
- 生長於非常嚴格的家庭，從小父母就對她看的漫畫和電視節目有很大的限制，後來就算不被父母限制，也幾乎不看電視[1]。對動畫和聲優也不了解，參加聲優選拔的理由是，選拔活動是合宿的形式，像是和朋友一起去旅行的感覺[2]。父母在她小時候就開始叮嚀「絕對不要走演戲這條路」。其實淺野父母在年輕時，以演戲為志願，參加俳優養成所而成為相識的契機，進而結婚。因為父母自身體會過演戲這條路的艱辛，所以不希望女兒走這條路。淺野向父母表示想走聲優這條路的時候，受到了強烈反對，不過現在父母也對她的工作給予支持。
- 小學一年級到高中三年級，每年都獲得讀書心得獎[3]。

- 因為付不出讀大學的費用[4]，所以從高中時就為了得到大學獎學金而努力[5]，為了讓獎學金申請書看起來很漂亮，高中時代都沒有遲到、沒有缺席、沒有早退[6]。大學時接受日本育英會的獎學金，從國學院大學畢業。目標在30歲以前還完獎學金，2007年8月的生日前還完了約日幣500萬元[7]。

- 第1回聲優アワード ベストパーソナリティ賞得主。

- 2018年2月12日，在个人推特上宣布与《旋风管家》作者畑健二郎结婚。[8]

## 主要參與作品

### 電視動畫
- 粗體字為主要角色

2000年
- タイムボカン2000 怪盗きらめきマン（トッタルぶくろう）

2001年
- 學園戰記無量（峯尾晴美）
- 地球少女Arjuna（護士、店員）
- 小小雪精灵（莎佳·褒曼）
- 第一神拳（アケミ）
- 破邪巨星G弹劾凰（地堂仁美）
- 名偵探柯南（竹内早苗）

2002年
- 奇鋼仙女樓蘭（秋月あおい）
- G-on少女騎士團（シノブ、ファンシー獣 他）
- 少年偵探～推理之絆～（結崎雛乃）
- 爆彈小新娘（聖本 葵）
- 超重神GRAVION（月代カオリ）
- 灰羽連盟（ショータ）

2003年
- 天使怪盜（原田梨紗）
- 一騎當千（孫策伯符）
- 蒲公英之戀（まい）
- Air Master（川本みちる）
- 火影忍者（女子）
- 星際少年隊（女性工作人員B）
- 拜託了雙子星 （佐川秋那）
- .hack//黄昏的腕輪傳說（美智）
- 驚爆危機 校園篇（女孩B）
- 神奇寶貝超世代（クレア）
- 愛的魔法（松田和美）

2004年
- 詩片（黑城舞夏）
- 忘卻的旋律（月之森小夜子）
- 流星战队（早乙女Shion）
- 真實夢境（吾妻三月）
- 超重神GRAVION Zwei（月代カオリ）
- 變形金剛：超能連結（莎莉、米蘭達、艾莉兒（エリアル）、奇克（少年時代））
- 光與水的女神（古羅莉婭）

2005年
- 曙光少女（羅絲·安德森）
- 灼眼的夏娜（平井緣）※第01、02话
- 地獄少女（湊三奈）※第15话
- 初音島第二季（彩珠奈奈子）
- 这就是我的主人（泽渡泉）
- 我們的仙境（桃乃惠）
- 星舰驾驶员（秋里ミユリ）
- 我的太太是魔法少女（綾瀬ゆう子）
- 高機動交響曲（横山亜美）
- Canvas2～彩虹色的圖畫～（櫻塚戀）
- 甲蟲王者 森林居民的傳說（チッチ）
- ジミー・ニュートロン 僕は天才発明家!（辛蒂）
- 哈姆太郎（キューティーちゃん）
- 魔法少女奈葉A's（莉妮絲）
- MÄR 魔兵傳奇（アルマ（船乗りの少女）（幽霊））

2006年
- 女子高生（鈴木由真）
- 少女愛上姐姐（御門瑪麗亞）
- 心跳回憶 Only Love（保科直美）
- 女生愛女生（摩利步紀）
- 鍵姬物語 永久愛莉絲迴旋曲（リデル）
- 夢使者（高槻瑞穂）
- RAY THE ANIMATION（小枝子）
- 怪俠索羅利（リン）

2007年
- 一騎當千Dragon Destiniy（孫策伯符）
- 同人Work（长菜奈寺）
- 旋風管家（朝風理沙）
- PRISM ARK（プリンセア）　※第01话
- 素描本 ～full color's～（田邊涼）
- 鬼太郎 第5部（ミウ）
- 黑騎士（楽園的大姐姐）
- 真仙魔大戰（助士すいさい）
- 神奇寶貝鑽石&珍珠（蕾）

2008年
- 一騎當千Great Guardians（孫策伯符）
- 幻影少年（鈴野淩）
- 死後文（千秋（清澄千章））
- 我家有个狐仙大人（汨罗）※第14话
- 絕對可愛CHILDREN（柏木朧、チルチル、イターシャちゃん）
- 伯爵與妖精（スイートピー）
- 藍龍（希魯達卡魯多）
- 正義雙俠 新系列（アツヒメ）

2009年
- BASQUASH!（美雪鮎川）
- One Piece（玛格丽特）※第408话～417话
- 旋风管家 第二季（朝風理沙）
- 魔力提娅（卡德娜）
- 天才麻将少女（藤田靖子）
- 怪谈餐馆（佐久间玲子）
- 科學超電磁砲（大姊頭）
- 四葉遊戲（澤口）
- 聖劍鍛造師（法蘭西斯卡）

2010年
- 一騎當千 XTREME XECUTOR（孫策伯符）
- 逆轉監督（永田有里）
- 強襲魔女2（竹井醇子）
- 櫻桃小丸子（電視劇中的女性）

2011年
- 境界線上的地平線（江良·房榮）
- 緋彈的亞莉亞（綴梅子）
- BLOOD-C（網埜優花）
- 食夢者瑪莉（堀江菜櫻）

2012年
- 戰國Collection（前田慶次）
- 冰菓（河內亞也子）
- 織田信奈的野望（松永久秀、土田御前）
- 旋風管家！CAN'T TAKE MY EYES OFF YOU（朝風理沙）
- SKET DANCE（桐島波瑠）
- 櫻花莊的寵物女孩（飯田綾乃）
- 最強學生會長（諫早三年級生）
- 襲來！美少女邪神（本人）

2013年
- Aikatsu！偶像活動！（羽柴咲）
- 銀河機攻隊 莊嚴皇子（天音）
- PSYCHO-PASS（青柳璃彩）
- THE UNLIMITED 兵部京介（柏木朧）
- 探險托里蘭托（春）
- 櫻桃小丸子（中山百合子）
- 旋風管家！Cuties（朝風理沙）
- BLOOD LAD 血意少年（貝洛斯）
- LoveLive!（穗乃果的母親）

2014年
- 桃心之劍（皇天女）
- 名侦探柯南（加纳克子 #753）
- 日常生活中的異能戰鬥（安藤真智）
- PSYCHO-PASS心靈判官2（青柳璃彩）

2015年
- Go！Princess 光之美少女（海藤南／人魚天使）
- 絕命制裁X（劍光姬）
- 那就是聲優！（電視臺接待員、淺野真澄、班導師、同事、櫃台人員、司機、化妝師）
- 我家有個魚乾妹（海老名母）

2016年
- 春太與千夏～春太與千夏共度青春～（大河原有佳）
- 金田一少年之事件簿R 第2期（緋森美咲）
- 爆旋陀螺Burst（蒼井千春）
- 競女!!!!!!!!（白雪京子）

2017年
- 秋葉原之旅 -THE ANIMATION-（萬世架深）
- 龍珠超（第2宇宙破壞神 赫雷斯）
- 動物朋友（蟻塚啄木鳥）
- 咕嚕咕嚕魔法陣（普拉娜諾）
- 奇諾之旅 -the Beautiful World- the Animated Series（羊A）
- 我家有個魚乾妹R（海老名寧寧）

2018年
- 星光頻道（未來媽媽）
- 甜心戰士 Universe（バットフライクロー）
- 宇宙戰艦提拉米斯Ⅱ（エスカレド·謝爾比）
- 黃金神威（阿文）

2019年
- 一騎當千 Western Wolves（孫策伯符）
- 動物朋友2（蟻塚啄木鳥）
- 鬼太郎第6期（高木努的母親）

2020年
- Asatir 未來的傳說故事（阿米娜）
- 總之就是很可愛（由崎叶香）
- 名偵探柯南（堤咲繪）

2021年
- 龍先生、想要買個家。（莉莉絲）
- 境界戰機（甲咲莉莎）

2022年
- 真·一騎當千（孫策伯符[9]）
- RWBY 冰雪帝國（格琳達·古德維琪[10]）
- 菜鳥鍊金術師開店營業中（雷奧諾拉）

2023年
- 萊莎的鍊金工房 ～常闇女王與秘密藏身處～（阿佳特·哈曼）
- 16bit的感動（橋本）

2024年
- 老夫老妻重返青春（中田明美）

2025年
- 平凡上班族到異世界當上了四天王的故事（奇莫）

### OVA
- 低俗靈白日夢 - 崔樹深小姫
- 巨乳学园 - 御园雾香
- 向着回忆的彼方 - 儿玉响
- 暗殺教室（伊莉娜·耶拉芘琪）

2001年
- ONE～光辉的季节～ - 上月澪

2006年
- OVA - 西园寺ゆかり

2009年
- 即將凋逝的音樂盒(快要壞掉的八音盒) -ふらわー（小花）

2011年
- 戰場女武神3 為誰而負的槍傷：（伊穆卡）

2012年
- 一騎當千 集鍔鬥士血風錄（孫策伯符）

2015年
- 絕命制裁X（劍光姬）
- 一騎當千 Extravaganza Epoch（孫策伯符）

2018年
- 牽牛花與加瀨同學（老師）

### 劇場版動畫
2007年
- 劇場版 灼眼的夏娜（平井緣）

2010年
- 劇場版 怪談餐廳（佐久間麗子）※動畫部分
- 即將凋逝的音樂盒（小花）
- 破刃之劍（雷卡茲·亞羅）
- 魔法少女奈葉 The MOVIE 1st（莉妮絲）

2011年
- 劇場版 旋風管家 HEAVEN IS A PLACE ON EARTH（朝風理沙）

2012年
- 劇場版 BLOOD-C The Last Dark（網埜優花）
- 魔法少女奈葉 The MOVIE 2nd A's（莉妮絲）

2014年
- 聖鬥士星矢 LEGEND of SANCTUARY（天蠍座米羅）

2015年
- 光之美少女 All Stars 春之嘉年華♪（海藤南／人魚天使）
- 電影 Go！Princess 光之美少女 Go！Go！！豪華三部曲！！！（海藤南／人魚天使）

2016年
- 光之美少女 All Stars 大家歌唱吧♪奇跡的魔法！（海藤南／人魚天使）

2017年
- 光之美少女 Dream Stars!（海藤南／人魚天使）

### 遊戲
- 英雄傳說 軌跡系列（諾艾兒·希卡）
  - [PSP]英雄傳說 零之軌跡
  - [PSP]英雄傳說 碧之軌跡
  - [PS VITA] 英雄傳說 零之軌跡 Evolution
  - [PS VITA] 英雄傳說 碧之軌跡 Evolution
- 想君：秋之回憶 - 兒玉響
- 少女義經傳 - 那須與一
- 初音島Plus Situation - 彩珠奈奈子
- Full House Kiss（丘崎夏実）
- Full House Kiss2（丘崎夏実）
- Full House Kiss2～戀愛迷宮～（丘崎夏実）
- 真實夢境 - 吾妻三月
- 交響樂之雨 - 法珞希黛・佛瑟多（ファルシータ・フォーセット）
- Trouble Twins -MY SWEET BROTHERS-- 魚住乃里子（PC）
- 問答魔法學院 - 夏蓉
- 武裝神姬 - ムルメルティア（PC）
- 劍魂III - 堤拉
- .hack//   -黑玫瑰
- .hack//G.U. -搖光
- ストライクウィッチーズ -蒼空の電撃戦 新隊長奮闘する！-竹井醇子
- 摔角天使生存者（富沢レイ、マッキー上戸）
- 摔角天使生存者2（富沢レイ、マッキー上戸）
- 光明騎士IV（イライザ）
- 戰場女武神3（伊穆卡）
- 符文工廠 藍海奇緣 - （オデット）
- 一騎當千 XROSS IMPACT（孫策伯符）
- 魔法少女奈叶 A's 携带版：命运齿轮 （莉妮絲）
- 少女兵器Web - 葛羅莉亞・鷹
- 桃色大戰 - 颶風希娜伊
- 真·三國無雙7 - 張春華
- 真·三國無雙7 猛將傳 張春華
- 真·三國無雙7 帝王傳 張春華
- 討鬼傳 - 櫻花
- 超級機器人大戰OG THE MOON DWELLERS - （克薇娜·庫朗日）（カルヴィナ・クーランジュ）
- 超级七龙珠群雄（海蕾斯）
- 真·三國無雙8 - 張春華
- 食之契約（冰糖葫蘆、可麗餅、法式鵝肝）
- 無雙大蛇3 - 張春華
- 無雙大蛇3 ultimate - 張春華
- 《萊莎的鍊金工房～常闇女王與秘密藏身處～》（阿佳特·哈曼）

### 廣播劇CD
- 天然女子高物語 廣播劇CD feat.Aice5（阿佐ヶ谷 小梅）
- 小書痴的下剋上：為了成為圖書管理員不擇手段！
  - 廣播劇CD（安潔莉卡[11]）
  - 廣播劇CD2（安潔莉卡、艾薇拉[12]）

### 外語配音

#### 電影
- 戀愛刺客（英语：John Tucker Must Die）

### CD
- 姊姊叫你不准睡CD（緒方いづみ）
- 魔法少女奈叶INNOCENT Sound Stage（莉妮丝·兰斯特）

## 文學創作
- 童話
  - （小學館雜誌2009年12月號刊登）
- 小說
- 原作
  - 那就是聲優！

## 外部連結
- 個人網站－ますみんのへや （页面存档备份，存于）（日語）
- 個人網誌－浅野真澄のつれづれなる日々 （页面存档备份，存于）（日語）
- StarChild－浅野真澄WebSite （页面存档备份，存于）（日語）